# Take Off Your Colours
Take Off Your Colours es el primer álbum de estudio de la banda inglesa de pop punk You Me at Six. Fue lanzado el 6 de octubre de 2008 a través de Slam Dunk Records. Después de formarse en 2004, lanzaron un EP titulado We Know What It Means to Be Alone en 2006 y realizaron una gira con Elliot Minor para apoyar el lanzamiento. Después de lanzar "Save It for the Bedroom" como sencillo para promocionar su gira, la banda llamó la atención de los sellos discográficos importantes e independientes.

## Lista de canciones
| N.º | Título                                  | Duración |  |
| 1.  | «The Truth Is a Terrible Thing»         | 2:51     |  |
| 2.  | «Gossip»                                | 2:57     |  |
| 3.  | «Call That a Comeback»                  | 3:26     |  |
| 4.  | «Jealous Minds Think Alike»             | 3:36     |  |
| 5.  | «Save It for the Bedroom»               | 3:58     |  |
| 6.  | «Take Off Your Colours»                 | 3:16     |  |
| 7.  | «You've Made Your Bed (So Sleep in It)» | 4:19     |  |
| 8.  | «If You Run»                            | 3:57     |  |
| 9.  | «Tigers and Sharks»                     | 4:27     |  |
| 10. | «If I Were in Your Shoes»               | 3:00     |  |
| 11. | «Always Attract»                        | 6:05     |  |
| 12. | «Nasty Habits»                          | 3:51     |  |
| 13. | «The Rumour»                            | 5:15     |  |

| Edición USA |                                         |          |  |
| N.º         | Título                                  | Duración |  |
| 1.          | «The Truth Is a Terrible Thing»         | 2:51     |  |
| 2.          | «Gossip»                                | 2:57     |  |
| 3.          | «Finders Keepers»                       | 3:13     |  |
| 4.          | «Call That a Comeback»                  | 3:26     |  |
| 5.          | «Jealous Minds Think Alike»             | 3:36     |  |
| 6.          | «Save It for the Bedroom»               | 3:58     |  |
| 7.          | «Take Off Your Colours»                 | 3:16     |  |
| 8.          | «You've Made Your Bed (So Sleep in It)» | 4:19     |  |
| 9.          | «If You Run»                            | 3:57     |  |
| 10.         | «Tigers and Sharks»                     | 4:27     |  |
| 11.         | «If I Were in Your Shoes»               | 3:00     |  |
| 12.         | «Always Attract»                        | 6:05     |  |
| 13.         | «Nasty Habits»                          | 3:51     |  |
| 14.         | «The Rumour»                            | 5:15     |  |
| 15.         | «Sweet Feet»                            | 3:35     |  |
| 16.         | «All Your Fault»                        | 4:26     |  |
| 17.         | «Blue Eyes Don't Lie»                   | 3:30     |  |
| 18.         | «Save It for the Bedroom» (acústico)    | 4:05     |  |
| 19.         | «Finders Keepers» (acústico)            | 3:16     |  |
| 20.         | «Kiss and Tell»                         | 3:21     |  |

## Personal

### You Me at Six
- Josh Franceschi — voz
- Max Helyer — guitarra rítmica, coros
- Chris Miller — guitarra líder
- Matt Barnes — bajo eléctrico
- Dan Flint — batería

### Producción
- Matty O'Grady — productor
- John Mitchell — coproductor, mezclas
- Tim Turan  — masterización